# Joachim Kunz
Joachim Kunz (ur. 9 lutego 1959 w Stollbergu) – niemiecki sztangista reprezentujący NRD, dwukrotny medalista olimpijski i czterokrotny medalista mistrzostw świata.

## Kariera
Pierwszy sukces w karierze osiągnął w 1979 roku, kiedy podczas mistrzostw świata w Salonikach zdobył srebrny medal w wadze lekkiej. W zawodach tych rozdzielił na podium Bułgara Janko Rusewa oraz Francuza Daniela Seneta. Wynik ten powtórzył w 1980 roku na igrzyskach olimpijskich w Moskwie. Tym razem uplasował się między Rusewem i jego rodakiem, Minczo Paszowem. Został tym samym wicemistrzem świata, gdyż w latach 1964-1984 igrzyska miały także rangę mistrzostw świata. Następnie zdobywał złote medale na mistrzostwach świata w Lille w 1981 roku i mistrzostwach świata w Moskwie dwa lata później. Ostatni medal wywalczył podczas igrzysk w Seulu w 1988 roku, gdzie zwyciężył w wadze lekkiej, wyprzedzając Israela Militosjana z ZSRR i Chińczyka Li Jinhe.
Zdobył siedem medali mistrzostw Europy, w tym złote w latach 1981 i 1983, srebrne w latach w 1979, 1985 i 1988 oraz brązowe w latach w 1986 i 1987.
Pobił 9 oficjalnych rekordów świata.